# مغولستان در بازی‌های آسیایی ۱۹۷۴
مغولستان در بازی‌های آسیایی ۱۹۷۴ در تهران، ایران که از ۱ تا ۱۶ سپتامبر ۱۹۷۴ برگزار شد، شرکت کرد. این کشور با ۲ مدال طلا، ۵ مدال نقره و ۸ مدال برنز (در مجموع ۱۵ مدال) در جایگاه دهم قرار گرفت.